# Альона Ланская
Альона Ланская е беларуска певица и заслужила артистка, която представя Беларус на „Евровизия 2013“.

## Биография
Любимото занимание на Альона в детството било „да изнася концерти“ на покрива на гаража на семейната къща. Още от първи клас изнася самостоятелни концерти и пее в училищния хор. Когато е на 15 години, певицата пее в град Шклов, където тогава се чествал селскостопанският празник „Дожинки“.
Завършва Могильовски икономически професионално-технически колеж със специалност „Банково дело“ и Могильовски беларуско-руски университет със специалност „Финанси и кредит“. През това време продължава да пее, участвайки на различни градски и национални конкурси. След един концерт ѝ предложили да се обърне към продуцентски център „Спамаш“, където после работи съвместно с вокални педагози и хореографи.
През 2005 г. участва в „Песня года Беларуси – 2005“, проект на канал „ОНТ“. В друг проект на същата телевизия, „Серебряный граммофон“, певицата заема първо място, като песента ѝ „Тише-тише“ е призната за най-добра за период от няколко седмици, имайки предвид вота на телевизионните зрители.
Първият ѝ клип, на песента „Подарил мне рассвет“, е създаден през 2008 г. и започва да се излъчва по канал „ЛАД“.
През месец май 2008 г. получава грамота на европейския музикален конкурс „Сарандев“ (Добрич, България), където изпълнява песента „Имена“ (текст и музика Е. Олейник) и „Don’t Lie“ (В. Кондрусевич, Е. Чернушевич).
Година по-късно излиза клипът на „Everybody Get Up“ (Е. Олейник, В. Руденко). Песента се задържа десет седмици в „хит-парада“ на радио „Юнистар“. През май същата година Альона завоевава първо място на международния конкурс „Кубок Европы – 2009“, Русия.
Първият солов албум на певицата, чието име е „Лабиринты судьбы“, излиза на 8 март 2010 г. и съдържа песни на английски, беларуски и руски.
През април 2010 г. става лауреат на конкурса за млади музиканти „Маладыя таленты Беларус“, номинирана в категорията „Естраден вокал“. Конкурсът е проведен от Първи национален канал на Беларуското радио.
През май 2010 г. на беларуските канали се появява третият видеоклип на певицата, на песента „Life is Ok“ (Е. Олейник, В. Руденко).
През септември 2010 г. става лауреат първа степен на международния конкурс за млади изпълнители на младежки песни „Молодёжь – за Союзное государство“ (Ростов на Дон, Русия).

## Евровизия
Певицата взема участие в беларуската национална селекция за „Евровизия“ два пъти.

### Еврофест 2012
След като преминава успешно полуфинала в националната селекция „Еврофест“, Альона минава на финал, като заедно с нейната песен се класират още 4 от общо 15. На 14 февруари 2012 г. печели правото да представи страната си на „Евровизия 2012“ в Баку с песента „All My Life“. Десет дни по-късно Ланская е дисквалифицирана след като беларуският президент урежда разследване, защото се носели слухове, че продуцентите са манипулирали гласуването, давайки ѝ 12 точки (и съответно правейки я победител). На „Евровизия 2012“ са изпратени „Litesound“, класирали се втори във финала на селекцията.

### Еврофест 2013
На следващата година певицата отново прави опит да представи страната си на европейския конкурс – с песента „Rhythm Of Love“, написана от Леонид Ширин, Юрий Ващук (музика) и Алексей Ширин (текст). На 7 декември 2012 г. печели националния финал, като събира максимум точки както от зрителски гласове, така и от жури, и печели правото да представи Беларус на „Евровизия 2013“. На 4 март 2013 г. песента е изтеглена от участие и е сменена с песента „Solayoh“.